# Тараба (птица)
Тараба (лат. Taraba major) — вид птиц семейства типичные муравьеловковые, единственный представитель рода Taraba. 
Длина тела 20 см, масса 56 г. Птица крепкого телосложения с большой головой, крючковатым клювом и красными глазами. Оперение самца имеет чёрный верх, чёрную шапочку, белые кроющие хвоста и крыльев и белый низ. Самка коричневатая сверху, жёлто-коричневая снизу.
Вид распространён от Мексики до Аргентины. Птицы обитает в густом подлеске вторичных лесов, цитрусовых рощ и иногда садов.
Птицы живут парами, территориальные. Добычу ищут в густом подлеске ближе к земле. Рацион состоит из насекомых, других беспозвоночных, а также лягушек и мелких ящериц. Птицы следуют за колониями мигрирующих муравьёв, чтобы поймать добычу, потревоженную ими.
Чашеобразное гнездо из травы и листьев подвешено на ветке. Кладка состоит из двух-трёх яиц, которые насиживаются двумя родительскими птицами в течение двух недель. Через двенадцать дней птенцы способны к полёту.